# Dieter Sieger

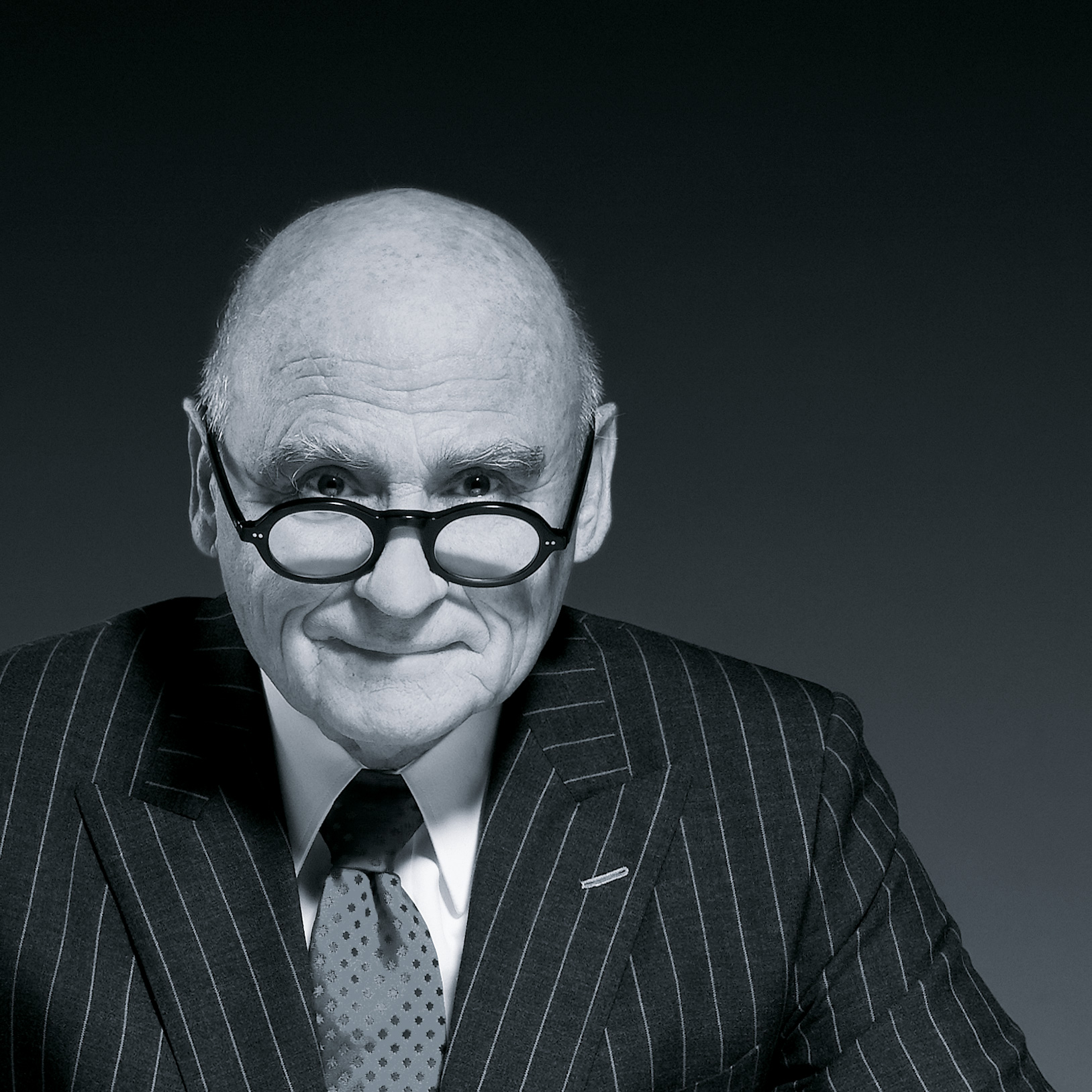
Dieter Sieger

Dieter Josef Sieger (* 3. Mai 1938 in Münster) ist ein deutscher Architekt, Schiffsbauer, Produktdesigner, Maler und Kunstsammler. Er zählt zu den profiliertesten und renommiertesten deutschen Designern der Gegenwart.
Als Erneuerer der Badkultur schrieb Sieger in den 1980er und 1990er Jahren Designgeschichte, insbesondere mit seinen Entwürfen für den Einhandmischer „Domani“ (1985) und die Kreuzgriffarmatur „Tara“ (1992), beide Dornbracht.

## Leben
Dieter Sieger wurde als erstes von zwei Kindern in Münster geboren. Er wuchs in einem sparsamen Beamtenhaushalt auf, der dem zeichnerischen Talent des Sohnes nur wenig Verständnis entgegenbrachte. Schon als Schüler besuchte Sieger einen abendlichen Zeichenkurs für Erwachsene an der Werkkunstschule Münster. Die Begegnung mit den anderen Kursteilnehmern prägte ihn nachhaltig und eröffnete ihm neue Perspektiven. In den Folgejahren fertigte Sieger perspektivische Zeichnungen für den Gartenarchitekten Rudolf Beaufays an und lernte über diese Aufträge große Häuser verschiedener Industrieller kennen. Während seiner wiederholten Fahrten nach Venedig zeichnete Sieger Ansichten der norditalienischen Landschaft sowie der Lagunenstadt und verkaufte seine Arbeiten über die Galerie Frye in Münster.
Im Anschluss an seine Schulzeit absolvierte Sieger bei dem Architekten Winfried Hoffmann ein einjähriges Praktikum und begann 1957 in Münster eine dreijährige Ausbildung zum Maurer. Noch während dieser Zeit entwarf und betreute er mit einer Wallfahrtskapelle in Wesuwe sein erstes eigenes Bauwerk. 1960 legte Sieger seine Gesellenprüfung ab und machte parallel seinen Fachhochschulabschluss an der Abendschule. Es folgten zwei Semester an der Ingenieursschule in Münster, bevor Sieger an die Werkkunstschule in Dortmund wechselte. Hier schloss er sein Architekturstudium 1964 mit Staatsexamen ab und eröffnete ein Architekturbüro in Münster. Noch während des Studiums entwarf er sein eigenes Wohnhaus in Münster-Albachten und errichtete es in Teilen mit eigenen Händen.
Ende 1964 heiratete er die Niederländerin Fransje Blom, die von Beginn an in seinem Büro mitarbeitete und alle Projekte und Aufgabenfelder eng begleitete.
Bedingt durch die eigene Segelbegeisterung verschob sich Siegers Arbeitsschwerpunkt zwischen 1976 und 1982 auf die Ausstattung von Segel- und Motorjachten. Er entwarf mehr als 30 Schiffe für verschiedene Werften, darunter Anne Wever in s´Hertogenbosch und Heesen in Oss (Niederlande).
In den frühen 1980er Jahren stieg Sieger ins Sanitärdesign ein und lieferte Entwürfe u. a. für die Firmen Alape, Dornbracht, Duravit und Hoesch. Dabei konnte er sich in Wettbewerben gegen Designer wie Luigi Colani oder Matteo Thun durchsetzen. Das Komplettbad entwickelte er zum eigenständigen Marktsegment. Zudem war er mit Industriedesign und Messestandsplanung erfolgreich und als Berater für verschiedene Firmen und in mehreren Gremien tätig.
Ab Mitte der 1980er Jahre baute sich Sieger einen zweiten Standort in Venedig auf, wo er über den Galeristen Piero Mainardis de Campo u. a. mit Alessandro Mendini, Fabrizio Plessi, Mimmo Paladino, Arnoldo Pomodoro, Miguel Berrocal, Alessio Sarri und Ettore Sottsass zusammentraf. Heute zählt Sieger zu den größten Sottsass-Sammlern weltweit.
1988 zog Sieger mit seinem Büro in das zuvor von seinem Konkurrenten Luigi Colani genutzte Schloss von Ketteler um (Teil der Doppelschlossanlage Harkotten zwischen Münster und Osnabrück) und renovierte es umfassend. Den Garten des Barockschlosses gestaltete der belgische Gartenarchitekt Jacques Wirtz, die Skulpturen im Außenbereich stammen u. a. von Marte Röling, Andrea Branzi (Trinkbrunnen), Miguel Berrocal, Alessandro Mendini, Ettore Sottsass (Pavillon) und Fabrizio Plessi (Klanginstallation).
Von 1997 bis 2000 war Sieger Präsident des Deutschen Designer Clubs und übernahm 2001 eine Gastprofessur an der Hochschule für Gestaltung in Zürich.
2003 zog sich der Designer aus der aktiven Geschäftsführung seiner Firma zurück und übergab diese an seine Söhne. Christian Sieger (* 1965), seit 1990 im Unternehmen, übernahm 1991 die kaufmännische Geschäftsführung der sieger design consulting GmbH und etablierte Sieger Design als eines der größten Designbüros in Deutschland. Designer Michael Sieger (* 1968), der schon mit 19 Jahren seinen ersten Entwurf für Vorberg einbrachte, gilt als Perfektionist und Visionär, dessen Entwürfe häufig internationale Trends vorausgreifen.
Dieter Sieger ist auch heute noch gestalterisch tätig und realisiert mit seinen „Masterpieces“ Designentwürfe in konsequent linearer Formensprache aus den Bereichen Möbel, Leuchten und Accessoires. Darüber hinaus hat er sich der Malerei zugewandt. 
Sieger wurde 2018 für sein soziales Engagement mit dem Bundesverdienstkreuz am Bande ausgezeichnet.

## Werk

### Architektur und Innenarchitektur

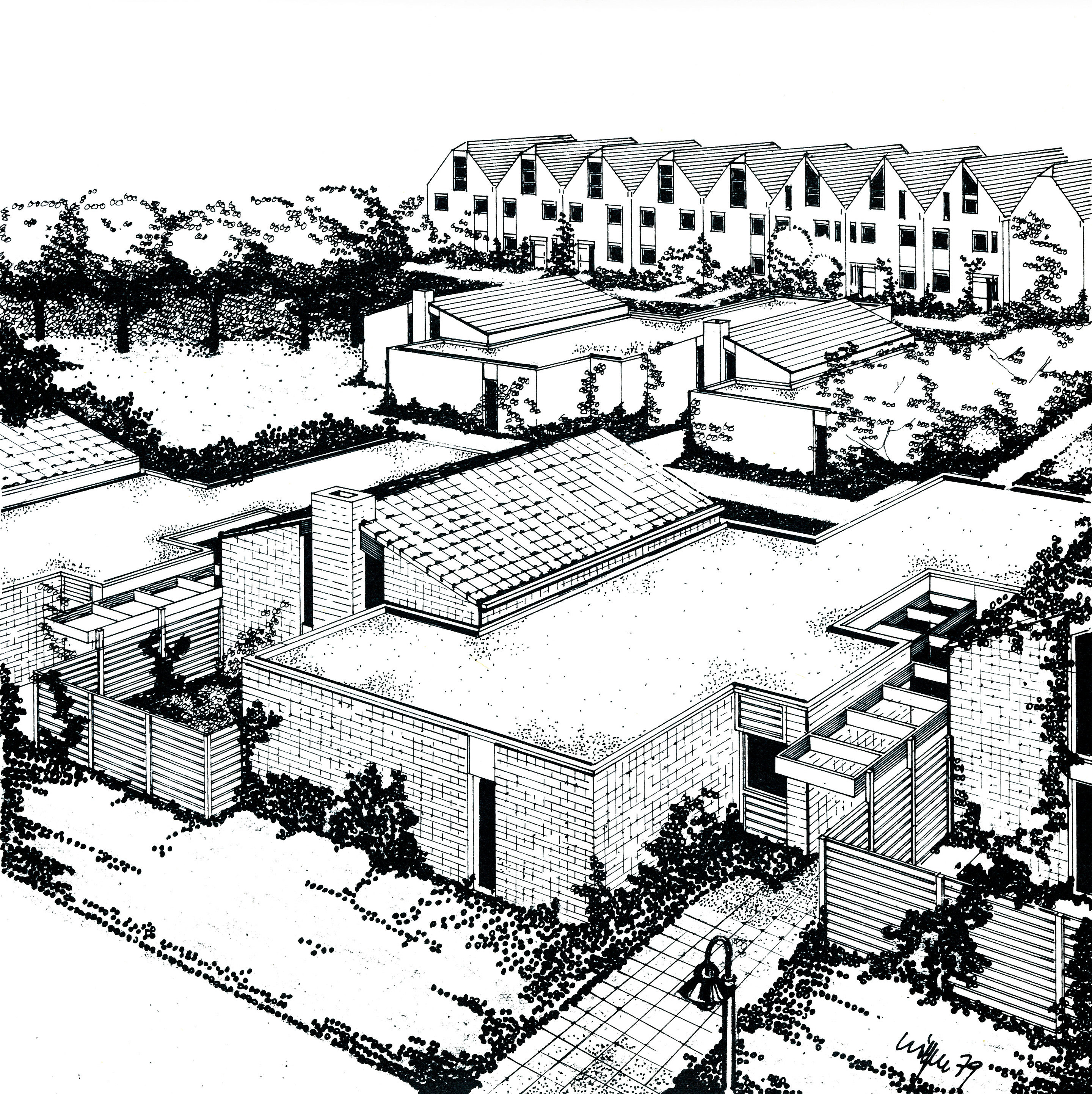
Siedlungsarchitektur

Zwischen 1964 und 1980 realisierte Sieger mehr als 500 Eigenheime, Reihenhäuser und Siedlungen, die er zum Teil selbst vermarktete. Seinen Durchbruch als Architekt erzielte er 1970 mit einer Reihenhaussiedlung in Albachten, die mehrere Preise gewann. Dazu kamen Großprojekte wie Natowohnungen und Industrie- und Verwaltungsgebäude, darunter die Fabrik von Duravit in Meißen und die Hauptverwaltung von Ritzenhoff in Marsberg.
Über Deutschland hinaus war Sieger als Architekt in Griechenland, Spanien, Frankreich, Saudi-Arabien und den USA tätig.

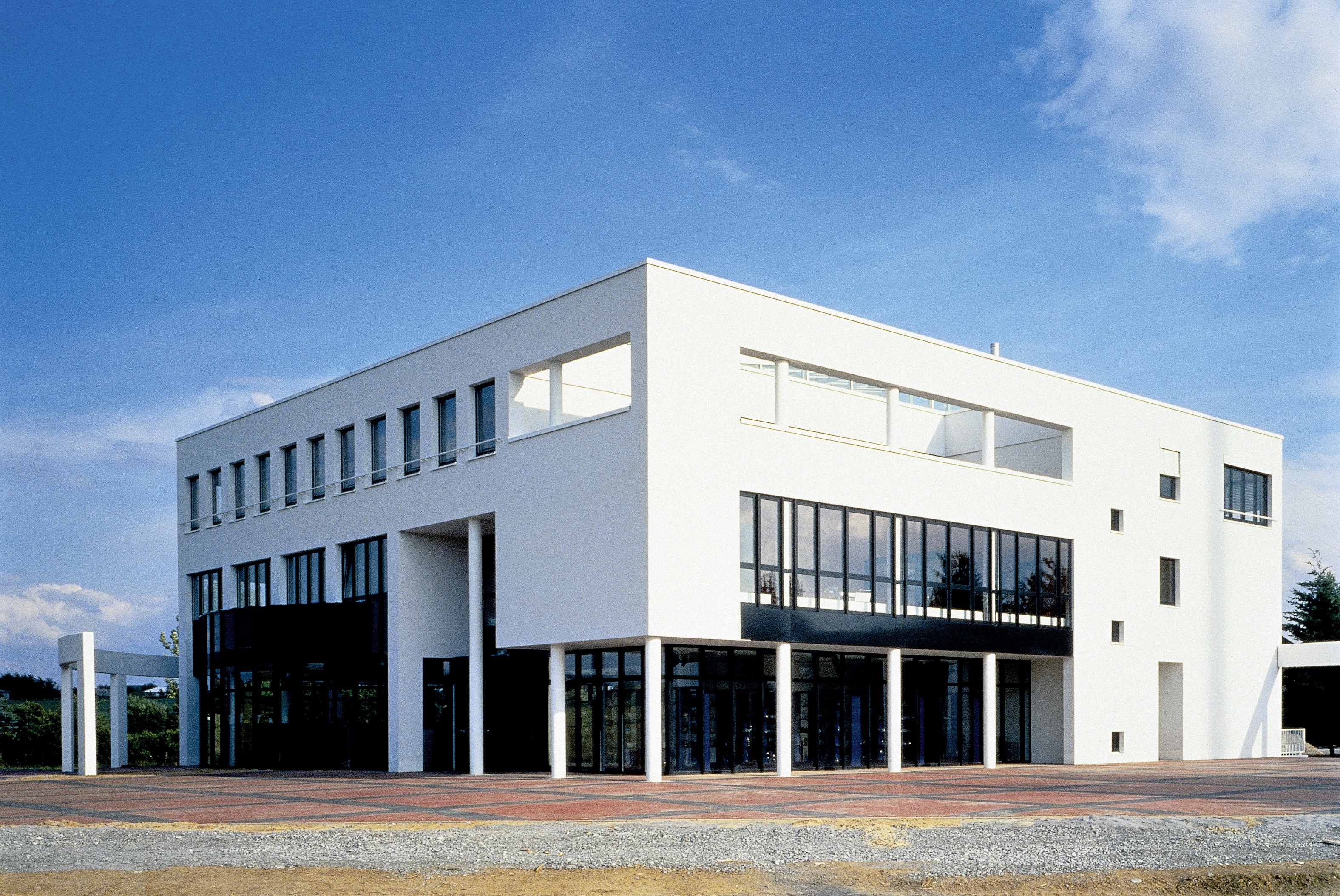
Ritzenhoff (Marsberg)

Siegers Entwürfe zeichnen sich durch praktikable Grundrisse, den Einsatz modernster Technologie sowie einen hohen Naturbezug aus. Dieser spiegelt sich auch in der häufig mit ausgeführten Gartengestaltung. Seine heute noch existenten „Gartenhofhäuser“ weisen eine besondere Durchlässigkeit in der Tiefe des Baukörpers aus, die sich vom Eingang bis zum Gartenhof erstreckt. Besonderen Wert legte Sieger auf schlüsselfertiges Bauen bereits zu einer Zeit, als dieses vom Bund Deutscher Architekten BDA noch sehr kritisch gesehen wurde.
Schon in den 1960er Jahren entwarf Sieger auch die Bäder für seine Häuser selbst und stattete sie als einer der ersten mit zwei Waschbecken und speziell angefertigten Spiegelschränken aus.
In den 1990er Jahren übernahm Sieger eine Vielzahl von Aufträgen im Bereich der Innenarchitektur, von der Gestaltung von Filialnetzen (u. a. westlotto, Deutsche Bahn) bis zur Planung individueller Premiumlokale (u. a. Restaurants, Theater).

### Schiffsbau
Ende der 1970er Jahre fand Sieger zum Innendesign von Segelbooten und Yachten. Sein besonderes Verdienst liegt hier in einem zu jener Zeit revolutionär modernen Design jenseits der traditionellen Holzausstattung. Die Präsentation einer von ihm gestalteten Trintella 42 aus der holländischen Werft Anne Wever auf der Düsseldorfer Bootsmesse im Jahr 1979 erwies sich als richtungsweisend für die Entwicklung eines modernen, zeitgemäßen Interieurs von Hochseeyachten.

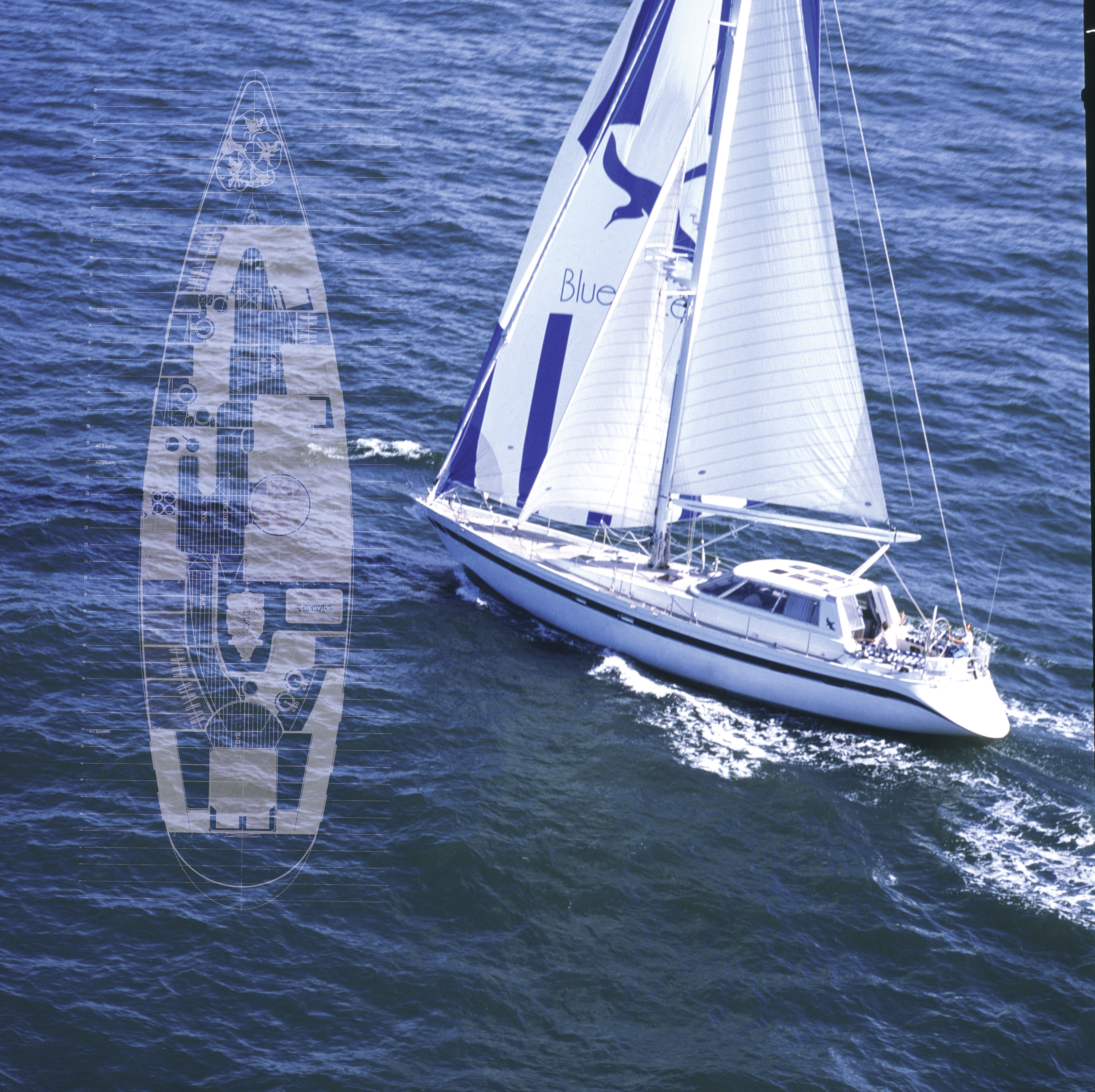
Blue Ocean

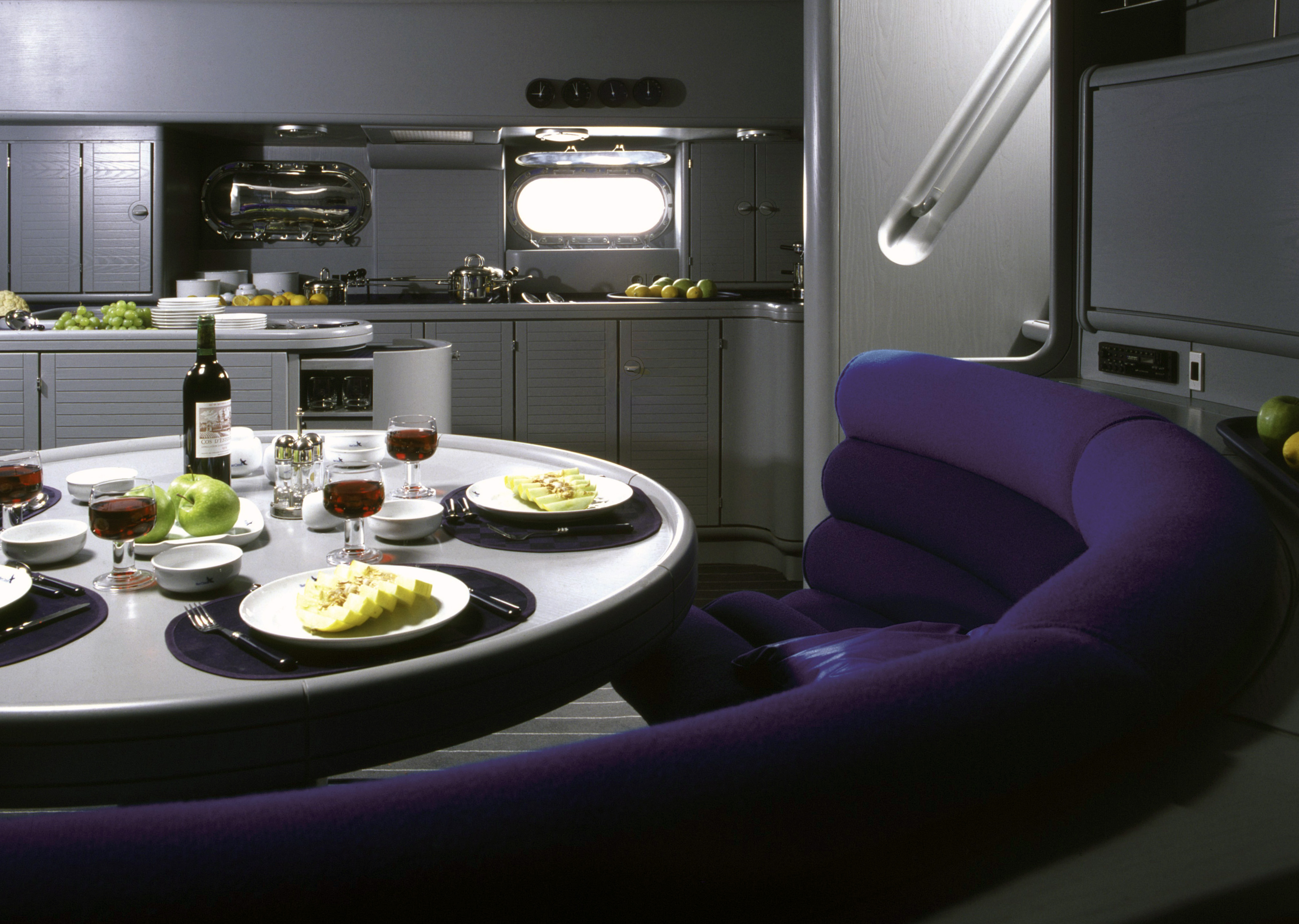
Interieur

Sieger arbeitete u. a. mit den Schiffskonstrukteuren Ron Holland von Swan, Peter Belsnyder und German Frers zusammen. Die von Sieger designte, mit einem Aluminiumrumpf ausgestattete 65-Fuß-Yacht Blue Ocean aus der Werft Heesen war 1982 das größte Schiff, das jemals auf der „boot“ in Düsseldorf ausgestellt wurde. Sie entwickelte sich vor allem wegen ihrer Innenausstattung zum Publikumsmagneten. Insgesamt entwarf Sieger in rund 10 Jahren etwa 30 Yachten für Kunden weltweit. Berichte über ihn als Bootsdesigner erschienen in allen namhaften Fachzeitschriften wie „Yachting Boat“, „Boote“, „Yacht“ und „Exclusive Nautica“.

### Design
Das Werk des Designers Dieter Sieger ist geprägt von seiner Herkunft als Architekt. Geometrische Grundformen, eine zumeist streng reduzierte Formensprache und eine elegante Handschrift zeichnen seine Entwürfe aus. In diesen spiegeln sich seine umfangreichen Kenntnisse der Designgeschichte des 20. Jahrhunderts wie auch der zeitgenössischen Designszene.
Es zählt zu den Besonderheiten Siegers, dass er sich bei jedem Entwurf auch mit dessen Realisierungschancen auseinandersetzt, indem er akribische Materialstudien betreibt und die Produktionsbedingungen umfassend studiert. Auch Verpackung und Vermarktung sind häufig Gegenstand seines im Sinne einer Gesamtstrategie angelegten Designs.

#### Sanitärdesign

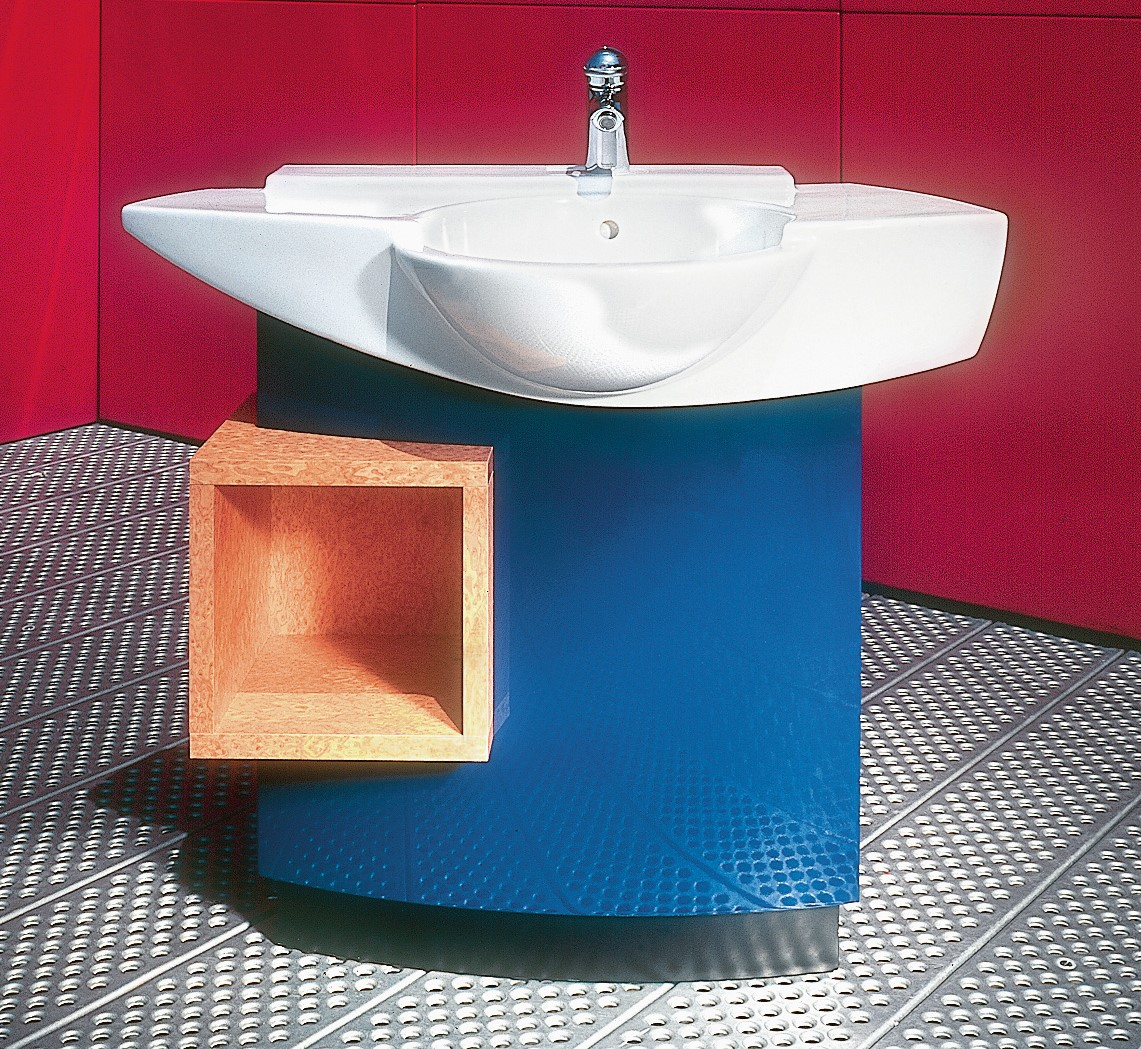
Lavilette

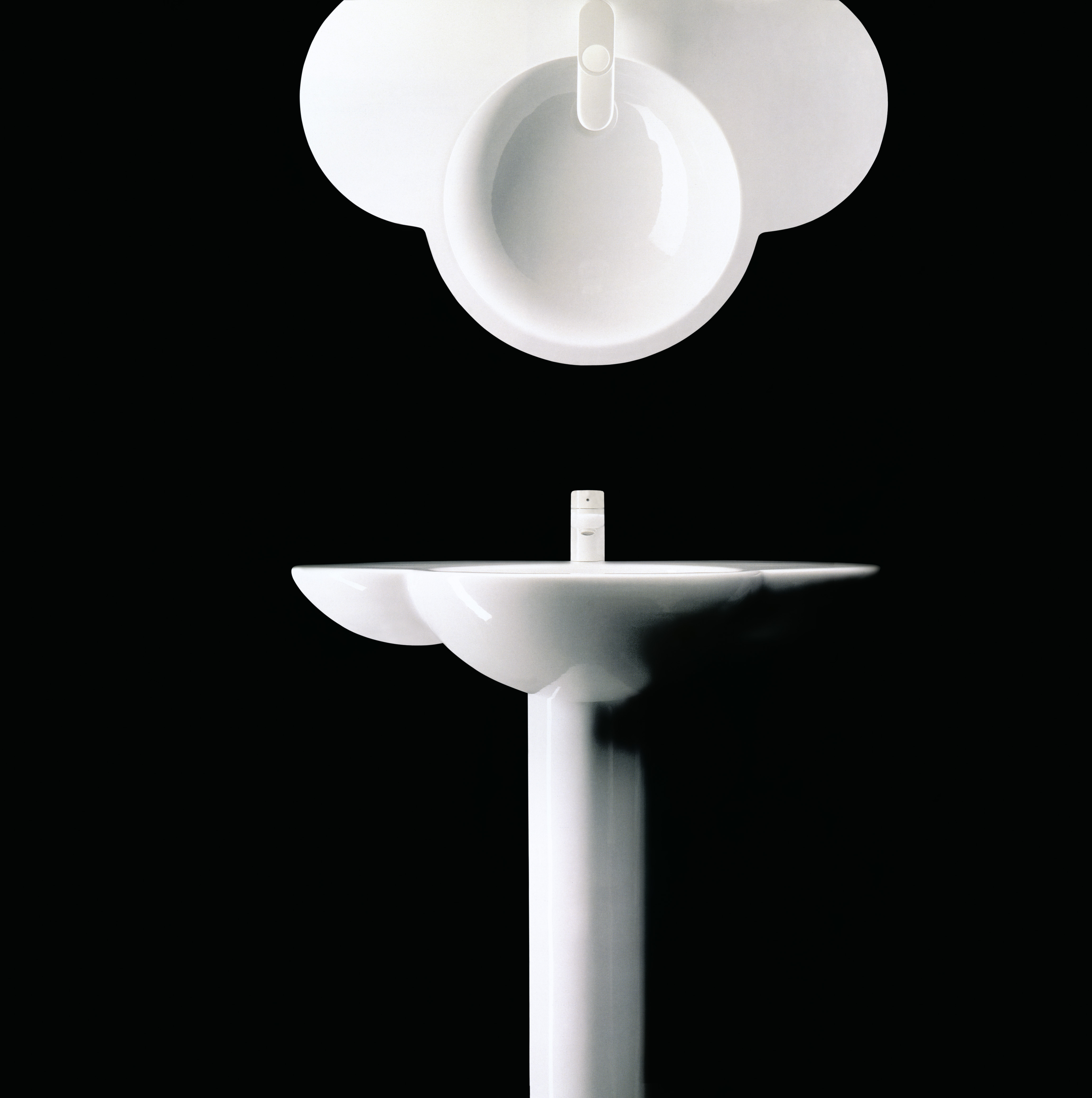
Giamo

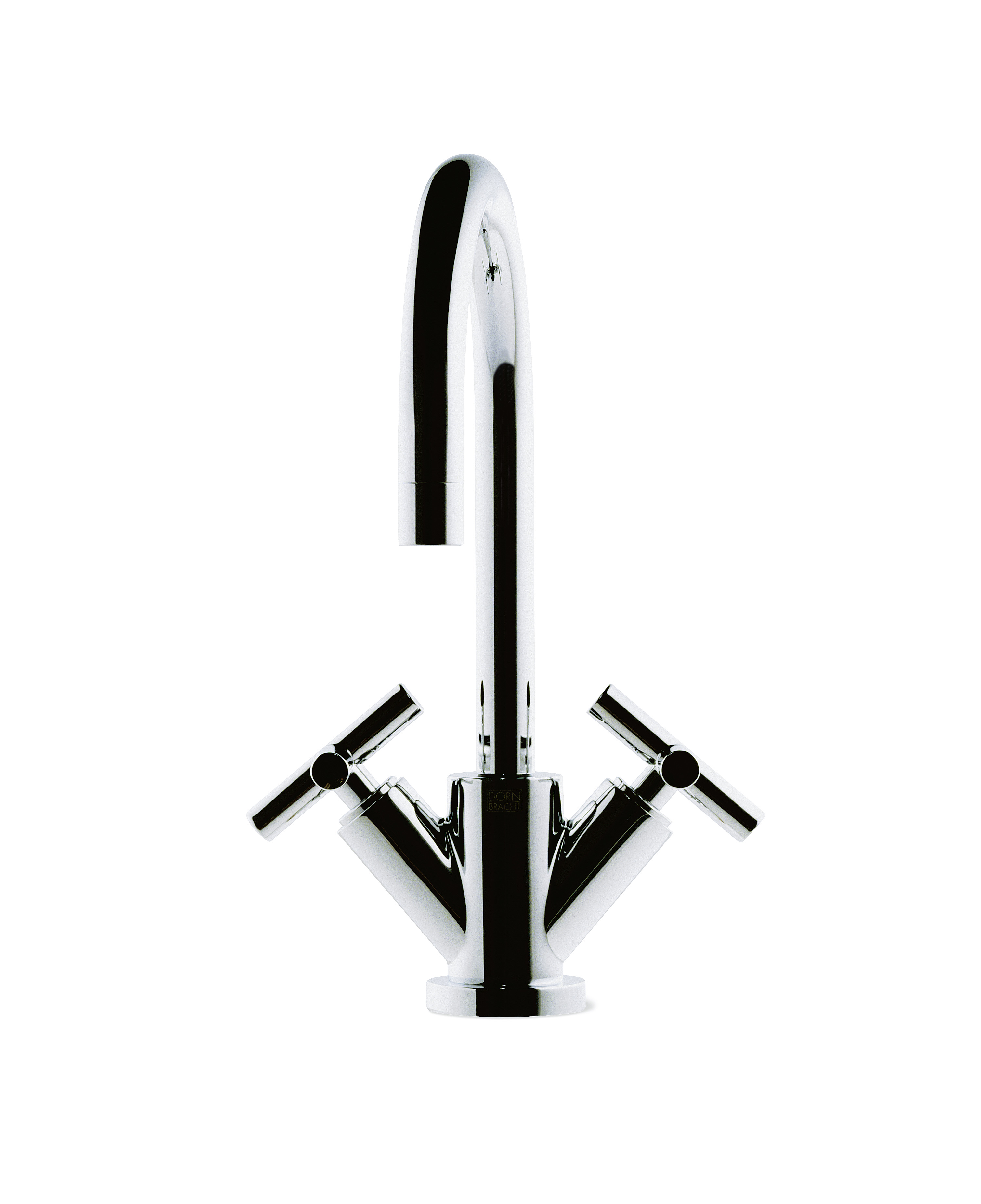
Tara

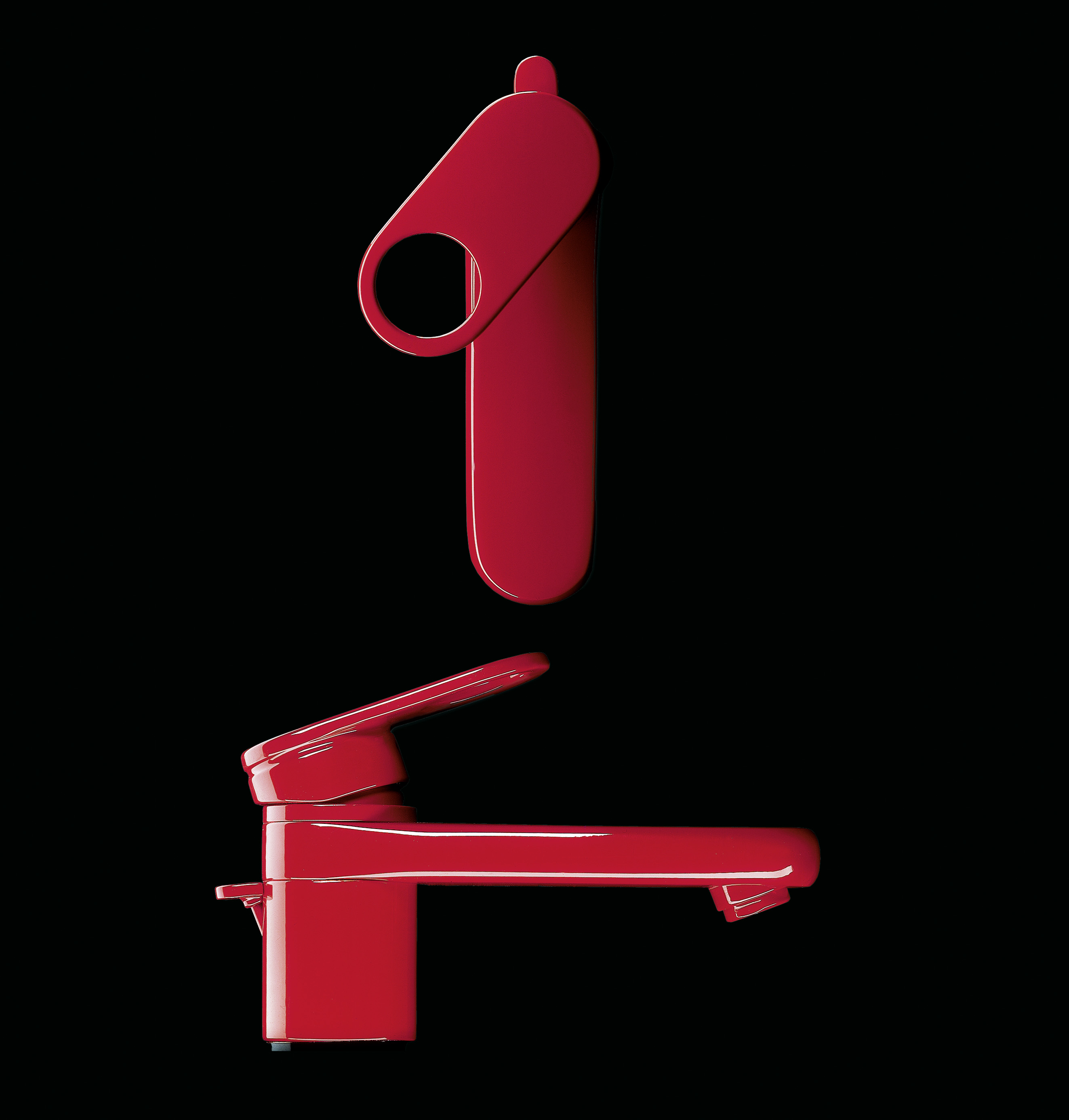
Domani

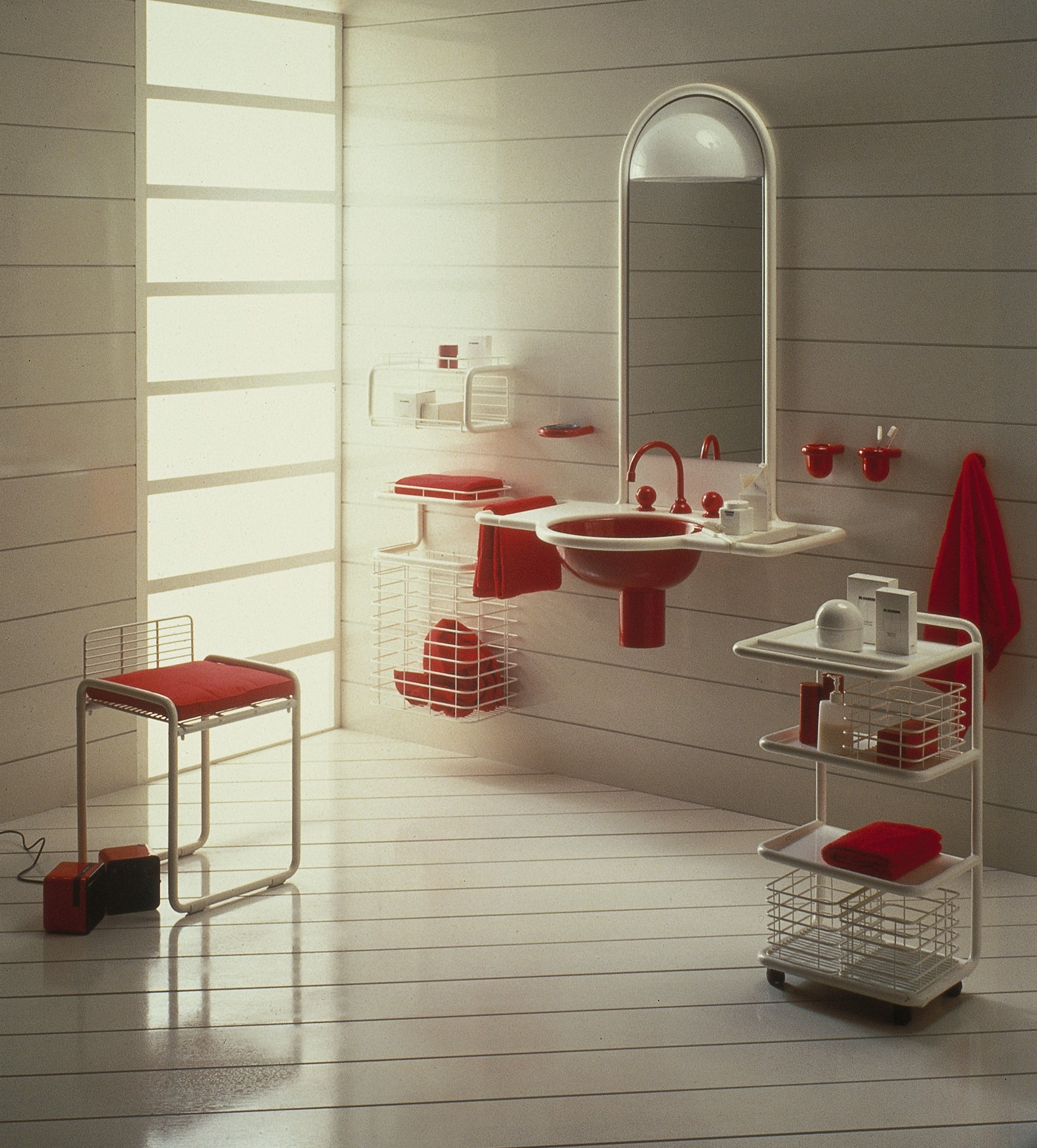
LavarSet

Dieter Sieger stieg Anfang der 1980er Jahre in eine Branche ein, die im Hinblick auf das Design von Italien dominiert wurde, in Deutschland zum damaligen Zeitpunkt jedoch wenig innovativ war. Er begriff das Bad als Teil des täglichen Wohnbereiches und stimmte die Einzelteile der Sanitärausstattung aufeinander ab. Einige von Siegers Entwürfen entwickelten sich binnen kurzer Zeit zu Designklassikern.
Die ersten Produkte im Sanitärbereich entwickelte Sieger für die auf Emaillebecken spezialisierte Firma Alape. 1983 wurde auf der Internationalen Sanitärmesse ISH in Frankfurt der teils farbige Waschplatz LavarSet mit Accessoire-Programm in einem ebenfalls von Sieger entworfenen Messestand vorgestellt. Die aus Waschbecken, Ablagefläche, Spiegel und Beleuchtung bestehende Ausstattung zeigt noch deutliche Anklänge an Siegers Designentwürfe im Schiffbau.
Mit der Dornbracht-Armatur „Domani“ revolutionierte Sieger Mitte der 1980er Jahre das Bad-Design und machte den Weg frei für neue Formen und Gestaltungsideen. Die Armatur wurde vielfach ausgezeichnet und gelangte im Juni 1985 auf das Titelblatt der MD – Interior Design Architecture. 1986 erhielt Sieger für diesen Entwurf den Japanischen Design-Staatspreis.
Siegers als Kreuzgriffarmatur ausgeformte „Tara“, einen Archetyp der Armatur, wurde wiederholt kopiert sowie vielfach als Plagiat auf den Markt gebracht. Die Kreuzgriffe nehmen Formen aus der Frühzeit des Bades auf und setzen sie zeitgemäß um. Die Armatur Tara gilt heute als Dornbracht-Design-Ikone und ist in vielen führenden Hotels weltweit eingebaut, vom W Hollywood (Los Angeles) und Grand Hyatt (Tokio) über das Swissôtel Krasnye Holmy (Moskau) bis zum von Norman Foster gebauten 6-Sterne-Hotel Dolder (Zürich).
Für Duravit entwickelte Sieger u. a. die auf Kreisen und Kreissegmenten basierende Serie Giamo, die 1987 auf einem postmodern gestalteten Stand auf der ISH vorgestellt wurde. Sie repräsentiert in der Geschichte der Sanitärindustrie die erste komplette Badmöbel-Idee, für die mehrere Hersteller ihre jeweiligen Produkte aufeinander abstimmten. Duravit bezeichnet die Zusammenarbeit mit Sieger im Rückblick als Beginn seiner überaus erfolgreichen Designstrategie. 

#### Gebrauchsdesign
Zu den Produkten des Gebrauchsdesigns von Dieter Sieger zählen u. a.
- Taschen und Koffer (Scala für Dey, 1989)
- Türdrücker (SO 8820 für Ogro, 1989)
- Fliesenserien (Cinema für AWS, Picto für Agrob, beide 1987)
- Leuchten (Tisch- und Stehleuchte Bird für GKS-Leuchten, 1989; Serien/Wandleuchten Doppio und Becco für GKS-Leuchten, Bolero für Peill + Putzler, 1990; Puccini, Zazou, Piazza, Perdita, Ninas für Peill + Putzler, 1992)
- Spiegelschränke (für Twick und Lehrke)
- Vasenkollektionen (für Ritzenhoff, 1992)
- Porzellan (u. a. die auf Architekturelementen basierende Serie Cult für Arzberg, 1993)
- Schmuck (u.a7. die 2002 mit dem Chronos Innovationspreis ausgezeichnete Armbanduhr „Dieter Sieger No.1“ und die für Bugatti entwickelte Diamantkollektion „Bugatti Diamond Luxuries“)
- Besteck (Serie Materia für WMF, 1997)

- sowie Technische Geräte (Durchlauferhitzer DHE für Stiebel Eltron, 1991; Kleinspeicher KS für Stiebel Eltron, Zigarettenautomat Passepartout für Harting, 1992; Schnellheizer CK für Stiebel Eltron, 1993). 

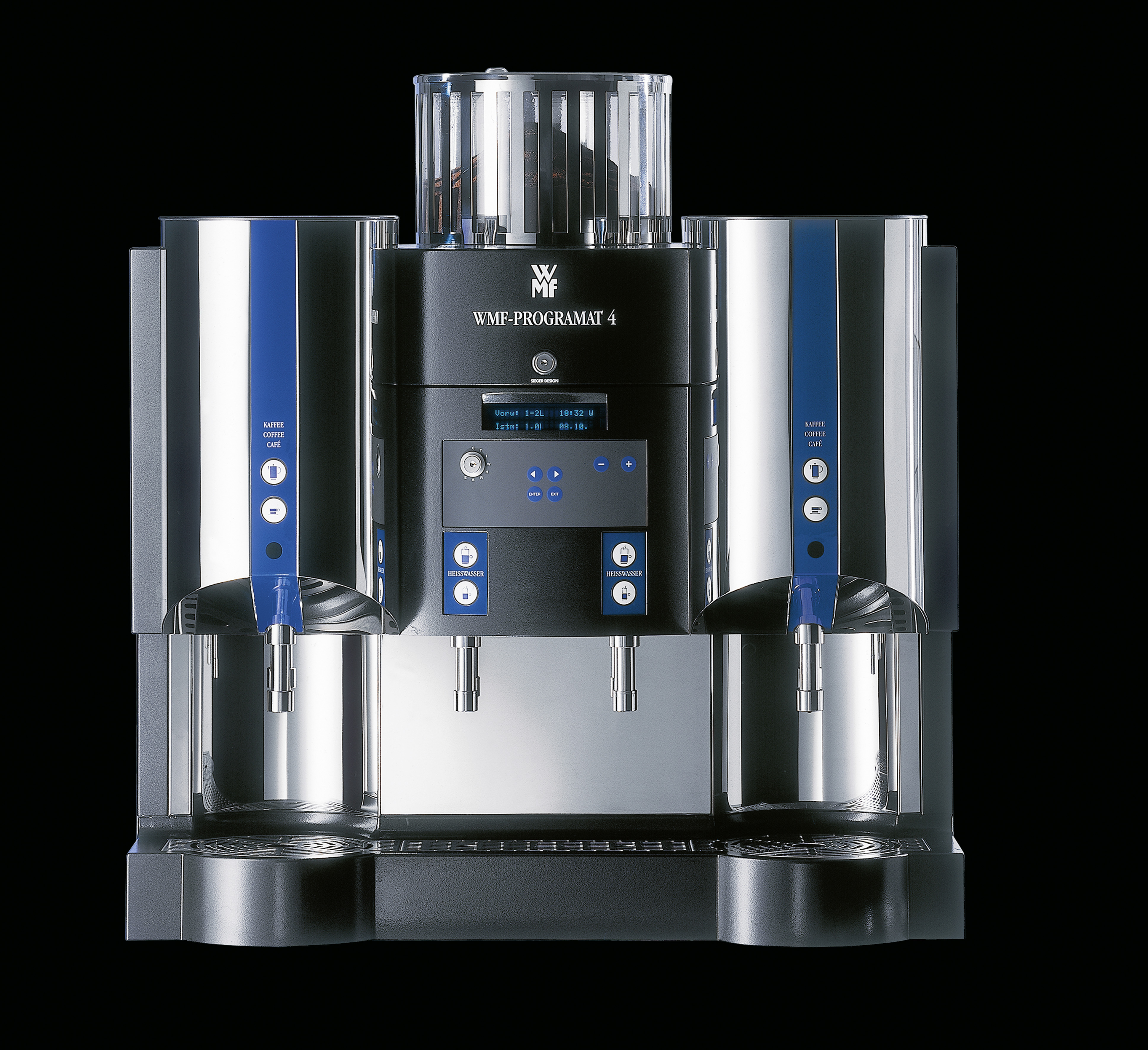
WMF Programat

Für den Kaffeeautomaten Programat 4 entwickelte Dieter Sieger 1992 sowohl Design als auch Technik. Das selbsterklärende Gerät für den Profibereich avancierte zur Designikone und machte Sieger Design international bekannt.
Das von Sieger Design initiierte Milchglasprojekt „Ritzenhoff“ erreichte in den 1990er Jahren Kultstatus. Für die in Marsberg ansässigen Glaswerke Ritzenhoff bedeutete die Konzeptionierung einer neuen Marke samt Qualifizierung des Vertriebsweges einen Quantensprung. Michael Sieger entwarf das erste Glas mit schwarzen Flecken auf durchsichtigem Untergrund, dessen Design als Kuhfell erst durch die eingefüllte Milch vollständig sichtbar wird.
Für das schlichte, konische Milchglas haben mittlerweile mehr als 250 weltweit bekannte Designer ihre Dekorentwürfe beigesteuert, darunter Ettore Sottsass, Alessandro Mendini, Aldo Cibic, Michael Graves, Coop Himmelb(l)au und Shigeru Uchida. 2005 zog sich Sieger Design aus dem Management des Massenproduktes zurück, 2017 wurde die Zusammenarbeit wieder aufgenommen.

#### Masterpieces

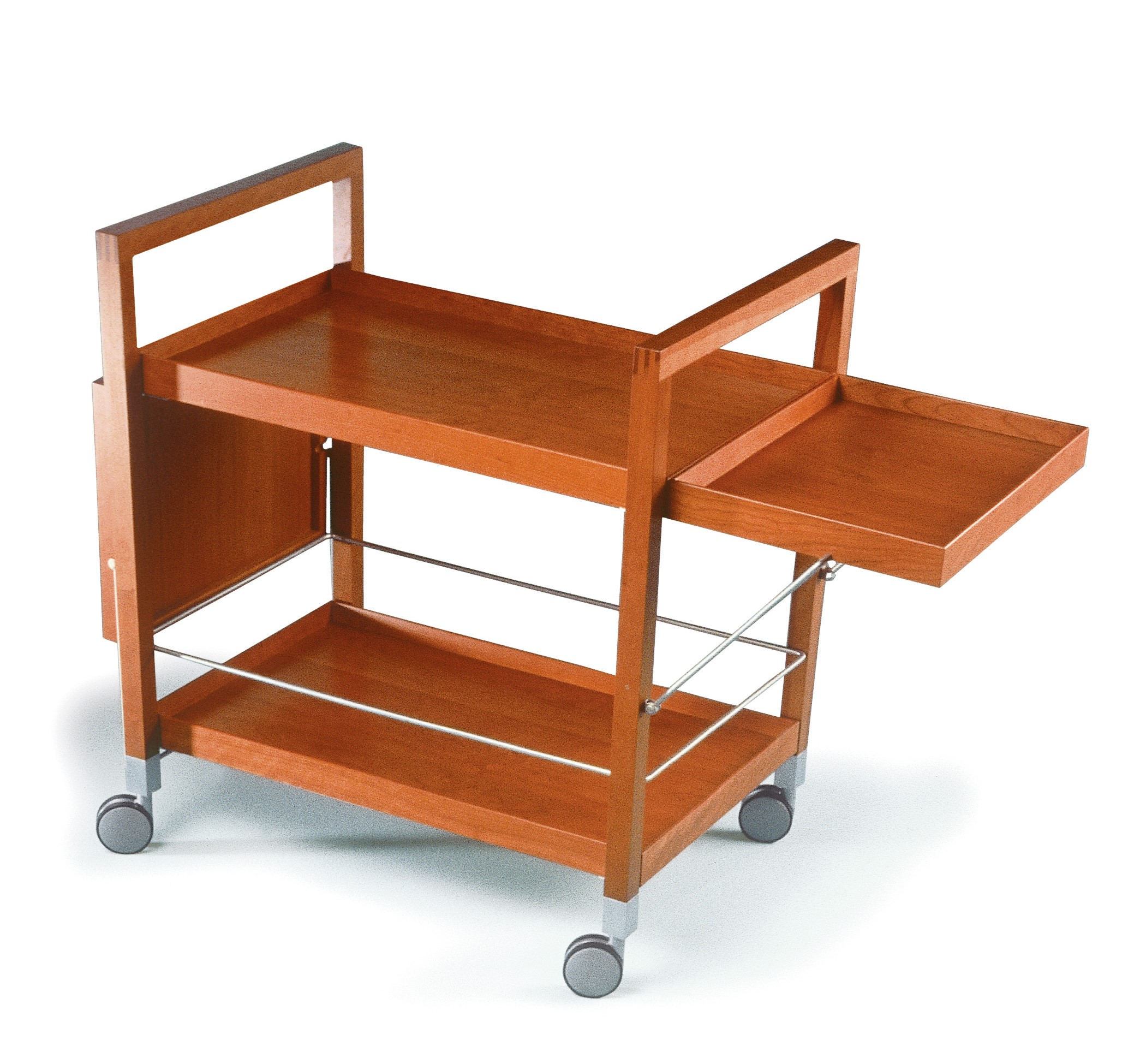
Teewagen

Bei den „Masterpieces“ handelt es sich um eine Kollektion von Designstücken aus den Bereichen Möbel, Licht und Accessoires, an der Dieter Sieger seit 2003 kontinuierlich arbeitet. Für diese Entwürfe gibt es keine Auftraggeber, sie entspringen allein dem persönlichen Bedarf bzw. den persönlichen Vorstellungen des Designers. In ihrer auf geometrische Formen reduzierten, architektonischen Geradlinigkeit geben sie die profilierte Formensprache Dieter Siegers wieder, ihre Ausführung entspricht seinem auf allerhöchste handwerkliche Qualität ausgerichteten Materialverständnis.

### Malerei
Seit etwa 2003 widmet sich Dieter Sieger mit immer größer werdender Intensität der Malerei und kehrt damit zu seinen Anfängen zurück, als er mit Zeichnungen sein erstes Geld verdiente.
Als Architekt, Schiffbauer und Produktdesigner arbeitete Sieger zu einer Zeit, als Entwürfe noch von Hand zu Papier gebracht wurden; erst seit den 1980er Jahren übernahm der Computer eine Vielzahl von Aufgaben. Dieter Sieger zeichnet allerdings auch heute noch am liebsten selbst.
Insbesondere aus den frühen Landschafts- und Architekturskizzen scheint sich die in Siegers Gemälden erkennbare Formensprache entwickelt zu haben, mit der er sich in die Tradition der abstrakten Malerei von Ljubow Sergejewna Popowa, Piet Mondriaan, Paul Klee und Serge Poliakoff stellt. Vor allem dieser russische Maler, der durch Kandinsky, Delaunay und Otto Freundlich zur Abstraktion fand, kann als Mentor Siegers für dessen geometrisch inspirierte Arbeiten gelten. Dies nicht zuletzt, weil das zweite Werk, das Sieger als junger Kunstsammler erwarb, ein großformatiger Poliakoff war, der ihm seit 1968 täglich vor Augen ist.
Anklänge an Ernst Wilhelm Nay hingegen finden sich in den farbigen Gemälden Siegers, die sich völlig von der linear begrenzten Form lösen. Entgegen der Geradlinigkeit seiner Entwürfe findet Sieger in seiner Malerei zu einem emotionalen Ausdruck, der zwar sein großes Verständnis für Farbe und Form widerspiegelt, gleichzeitig aber die Ungenauigkeit feiert. Spontan erscheinen die Farbfelder zusammengestellt, die hier einmal keiner Funktion folgen müssen. Die Linie, wichtigstes Element des Zeichners und Konstrukteurs, verschwindet zunehmend aus den malerischen Arbeiten, die als Gegenpol zu den Designprodukten Siegers verstanden werden können.

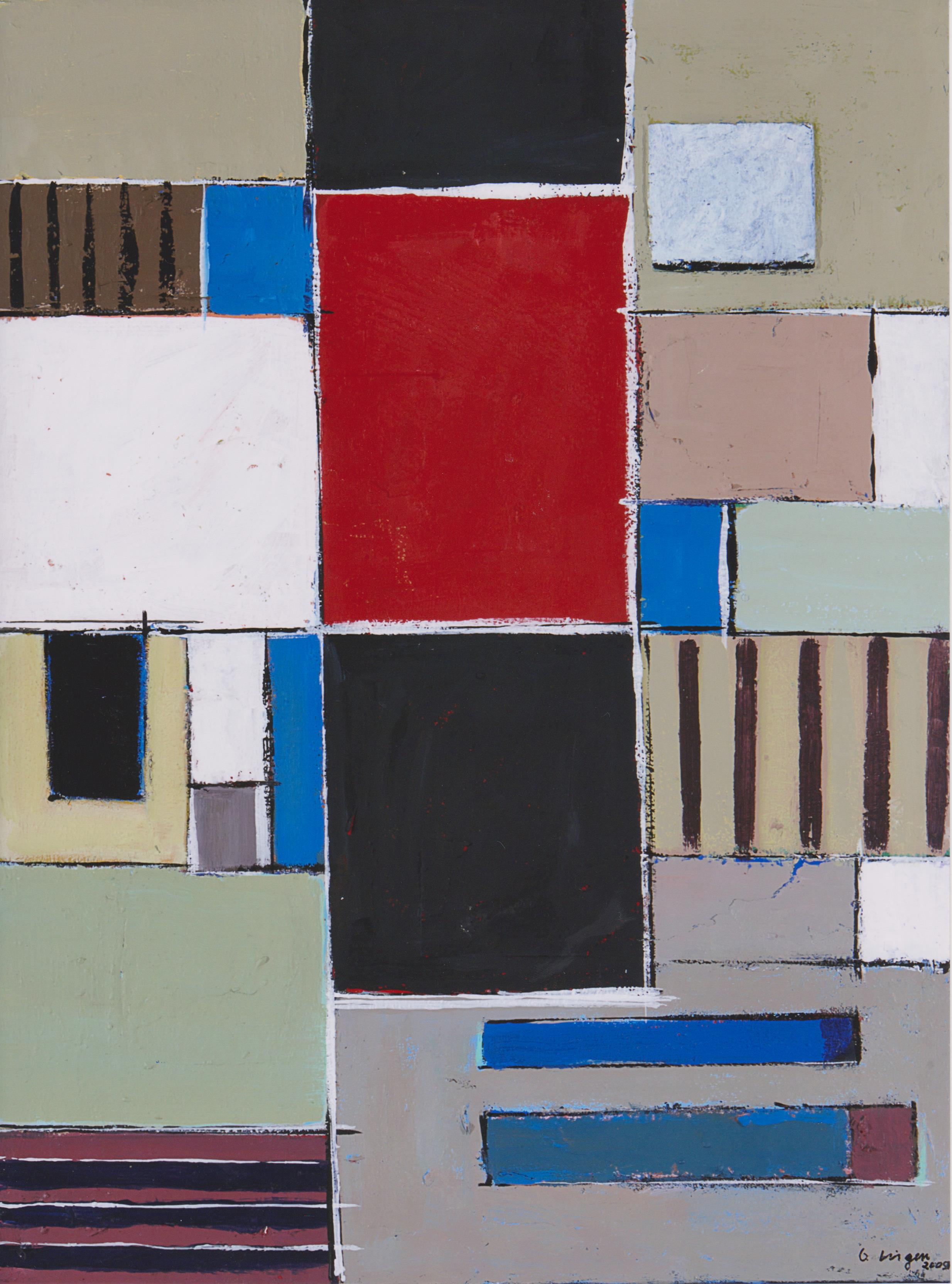
Ohne Titel, 2009

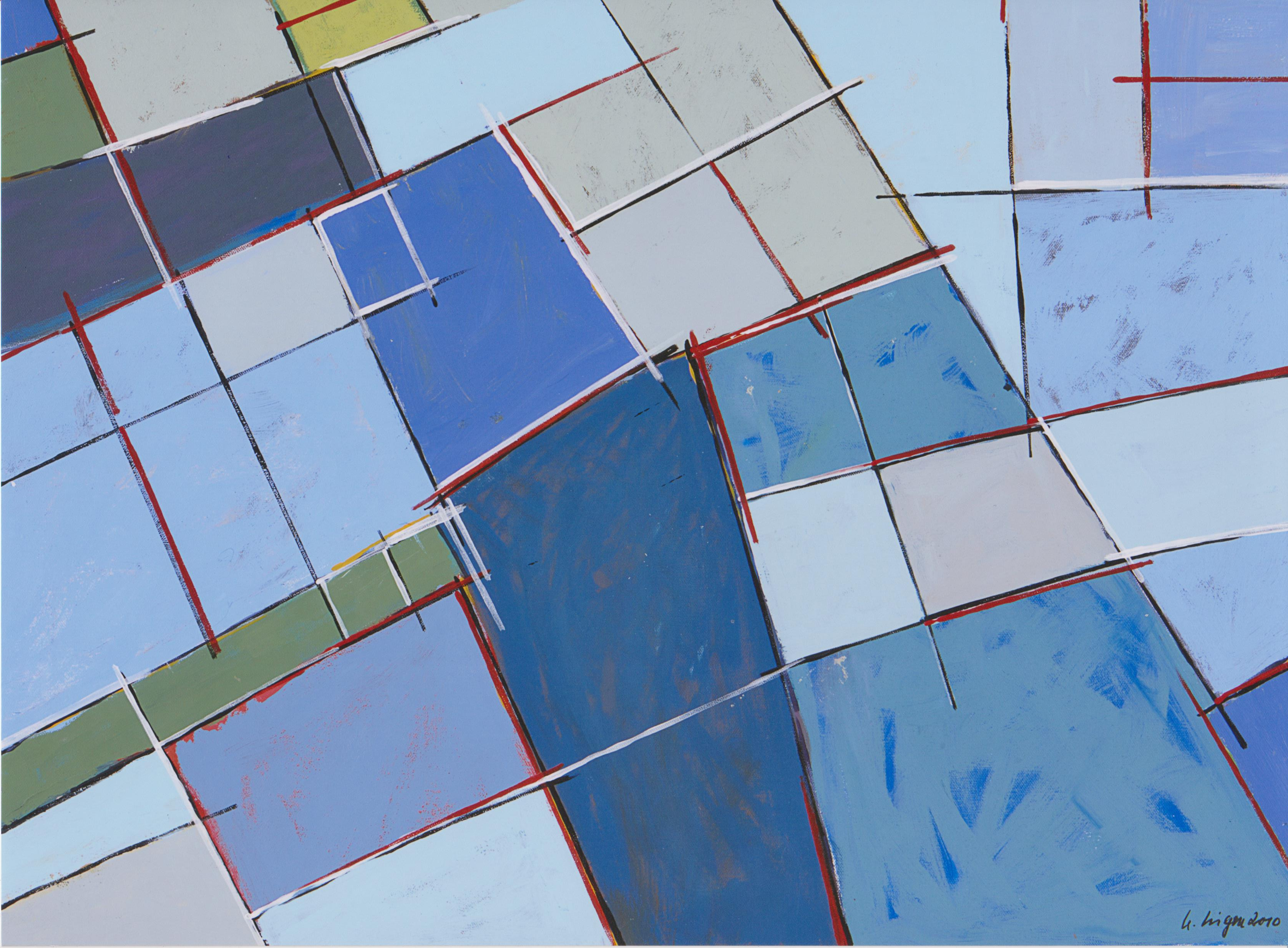
Ohne Titel, 2010

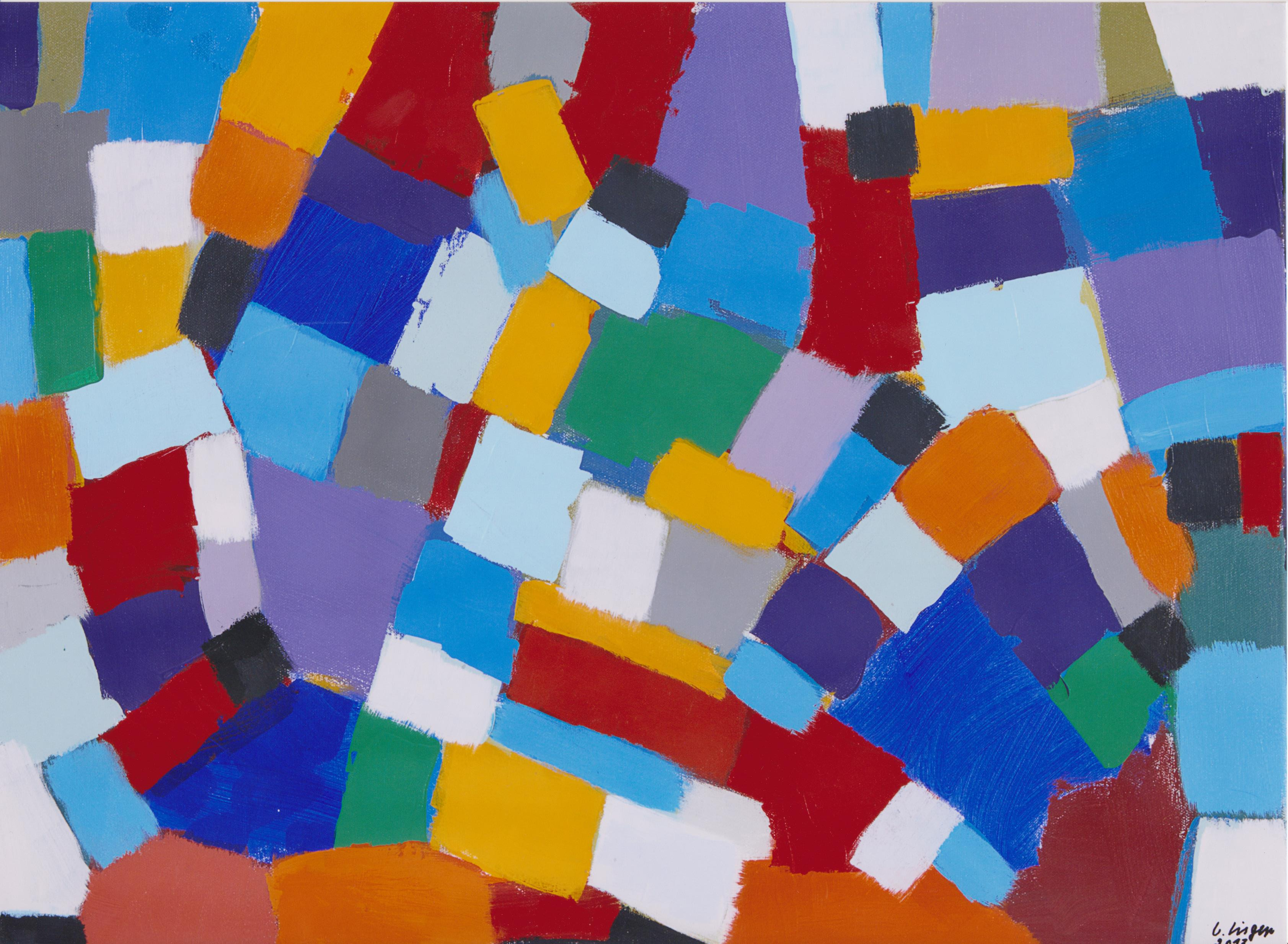
Ohne Titel, 2013

## Preise (Auswahl)
2009: Preis „Aqua Cultura“ für Verdienste in der deutschen Sanitärbranche
2002: Preis „DDC“ für den Gesamtauftritt Blome
1989: Niederländischer Staatspreis für die Armatur Domani (Dornbracht), Goed Industrieel Ontwerp
1988: Japanischer Staatspreis für die Armatur Point (Dornbracht), Good Prize for Foreign Product
1987: Staatspreis für Design und Innovation des Landes NRW für die Armatur Domani (Dornbracht) und den Waschtisch und Spiegel LavarLo
1986: Japanischer Staatspreis für die Armatur Domani (Dornbracht)
iF product design award: Auszeichnung für gutes Design, Industrie Forum Design Hannover │ 2001: Türdrücker TG 9830 für Orgo, 1997: Milch + Kakao für Arzberg, 1995: Armatur Tara für Dornbracht, Armatur Tara Classic für Dornbracht, 1994: Milchglaskollektion für Ritzenhoff, 1993: Glaskollektion für Ritzenhoff, Kaffeemaschine Programat 4 für WMF, 1991: Elektro-Wäremspeicher ETW Ethermat für Stiebel Eltron
iF product design award: Auszeichnung für Ökologie und Design, Industrie Forum Design Hannover │ 1995: Tafelservice Cult für Arzberg
iF communication design award │ 1999: Messestand für Mubea
Prädikat “Die gute Industrieform”, Hannover │ 1992: Dal Adagio, Spülkasten für DAL, 1991: Durchlauferhitzer DHE für Stiebel Eltron, 1986: Waschtisch und Spiegel LavarLo für Alape, Duschbadewanne Domani für Düker
Red Dot Best of the Best, Design Zentrum NRW │ 2002: eMote Infrarot-Wasserhahn von Dornbracht
red dot award: Auszeichnung für hohe Designqualität, Design Zentrum Nordrhein-Westfalen │ 2000: Kochmesser Materia für WMF, 1998: Systemlösung Get Fresh für Kuhfuss, Tafelservice Cult für Arzberg, 1995: Tafelservice Cult für Arzberg, 1994: Armatur Tara für Dornbracht, 1993: Milchglaskollektion für Ritzenhoff, 1987: Waschtisch und Badmöbel Giamo für Duravit
DDC Designpreis │ 2000: Bronze für Sanitär-System „Fresh Up“ für Kuhfuß, 1999: Bronze für Besteck „Materia“ für WMF
Good Design Award Chicago │ 1999: Deko-Elemente für das Badezimmer für Octopus, Armatur Tara für Dornbracht, 1998: Besteck Materia für WMF, 1996: Bierglaskollektion für Ritzenhoff
Certificate of Design Excellence, European Regional Design Annual │ 1997: Bierglas-Verpackung für Ritzenhoff
Prädikat Design Plus, Internationale Messe Frankfurt │ 1995: Tafelservice Cult für Arzberg
NGZ Service Management Award, Hoteldesign │ 1991: Garden Hotel No. 7, Hamburg
Auszeichnung für innovative Produktgestaltung, IHK Südwestfalen │ 1985: Armatur Domani, Dornbracht

## Ausstellungen und Sammlungen
1994/95: Stadtmuseum Münster „Dieter Sieger. Architekt, Schiffsbauer, Designer“
Seit 1989: Vertreten mit 4 Entwürfen im Design Museum London
Seit 1984: Vertreten im Design-Center Stuttgart mit heute 13 Entwürfen
Seit 1985: Vertreten in der Neuen Sammlung des Museums für angewandte Kunst, München
Seit 1991: Vertreten in der ständigen Produktschau des Design Zentrum Nordrhein-Westfalen